# Euryapsida

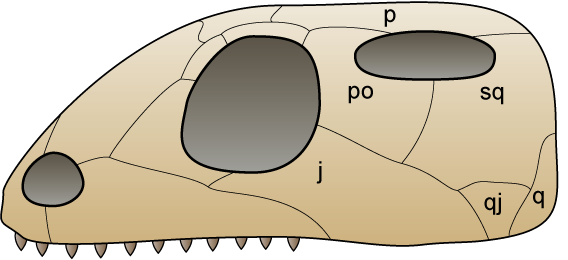
Schema del cranio euriapsideo

Gli euriapsidi (Euryapsida) sono un raggruppamento di rettili, ora considerato polifiletico (cioè composto da elementi che non sono riconducibili ad un antenato comune), che include forme prevalentemente marine dell'Era Mesozoica. Sono conosciuti anche con il nome di parapsidi. Gli euriapsidi sono caratterizzati da una sola finestra temporale, un'apertura dietro le orbite sotto la quale si articolano gli ossi postorbitale e squamosale. Anche i sinapsidi posseggono un'apertura dietro le orbite, ma in essi questa differisce perché è al di sotto dell'articolazione tra postorbitale e squamosale. Attualmente si ritiene che gli euriapsidi siano a tutti gli effetti rettili diapsidi che hanno perso la finestra temporale inferiore. Non hanno discendenti diretti sopravvissuti fino ai giorni nostri. 
Tra gli esempi di euriapsidi:
- Ittiosauri

- Plesiosauri
- Notosauri
- Placodonti